# Nürnberg (Tann)
 Nürnberg ist ein Gemeindeteil des Marktes Tann im niederbayerischen Landkreis Rottal-Inn. Der Ortsname geht zurück auf das alte deutsche Wort „Nor“ bzw. „Nür“. Das bedeutet so viel wie „nackter Fels“ oder „steiniger Acker“. Der Weiler besteht nur aus wenigen einzeln verstreuten Gehöften bzw. Wohnhäusern.

## Lage
Das Dorf liegt östlich von Walburgskirchen, südlich von Eilham, nördlich von Krottenbach und westlich von Schachten. Im Osten befindet sich das Waldgebiet "Nürnberger Holz". Etwas südlich verläuft auch das Gewässer "Krottenbach". Nördlich befindet sich ein kleiner Weiher.